# San Pedro del Valle
San Pedro del Valle és un municipi de la província de Salamanca a la comunitat autònoma de Castella i Lleó. Limita al Nord amb Juzbado, a l'Est amb Almenara de Tormes i Zarapicos, al Sud amb Porteros (Carrascal de Barregas) i a l'Oest amb Vega de Tirados.

## Demografia
| 1991 | 1996 | 2001 | 2004 |
| ---- | ---- | ---- | ---- |
| 149  | 134  | 123  | 127  |